# Vallières-les-Grandes
Pour les articles homonymes, voir Vallières.
Vallières-les-Grandes est une commune française située dans le département de Loir-et-Cher, en région Centre-Val de Loire.
Localisée au sud-ouest du département, la commune fait partie de la petite région agricole « les Plateaux bocagers de la Touraine méridionale », regroupant des milieux très hétérogènes, plateau dénudé de Pontlevoy, vallée du Cher bordée de coteaux de vignes et aspects de gatine au-delà. Elle est drainée par la Rère, les Lacs Plats, le Rouaire, les Forges, les Gaz, le Saint Joseph et par divers petits cours d'eau.
L'occupation des sols est marquée par l'importance des espaces agricoles et naturels qui occupent la quasi-totalité du territoire communal. Plusieurs espaces naturels d'intérêt sont présents dans la commune : un site natura 2000 et deux zones naturelles d'intérêt écologique, faunistique et floristique (ZNIEFF).  En 2010, l'orientation technico-économique de l'agriculture dans la commune est la culture des céréales et des oléoprotéagineux. À l'instar du département qui a vu disparaître le quart de ses exploitations en dix ans, le nombre d'exploitations agricoles a fortement diminué, passant de 11 en 1988, à 21 en 2000, puis à 24 en 2010.
Le patrimoine architectural de la commune comprend un bâtiment porté à l'inventaire des monuments historiques : le château de la Thomasserie.

## Géographie

### Localisation et communes limitrophes
La commune de Vallières-les-Grandes se trouve au sud-ouest du département de Loir-et-Cher, dans la petite région agricole des Plateaux bocagers de la Touraine méridionale,. À vol d'oiseau, elle se situe à 22,8 km  de Blois, préfecture du département, à 45,6 km de Romorantin-Lanthenay, sous-préfecture, et à 9,2 km de Montrichard Val de Cher, chef-lieu du canton de Montrichard dont dépend la commune depuis 2015. La commune fait en outre partie du bassin de vie de Montrichard.
Les communes les plus proches sont : Souvigny-de-Touraine (4,5 km) (37), Rilly-sur-Loire (4,9 km) , Mosnes (4,9 km) (37), Veuves (5,9 km) , Chaumont-sur-Loire (7,2 km) , Saint-Règle (7,3 km) (37), Monteaux (7,6 km) , Cangey (8,1 km) (37) et Onzain (8,8 km).

### Paysages et relief
Dans le cadre de la Convention européenne du paysage, adoptée le 20 octobre 2000 et entrée en vigueur en France le 1er juillet 2006, un atlas des paysages de Loir-et-Cher a été élaboré en 2010 par le CAUE de Loir-et-Cher, en collaboration avec la DIREN Centre (devenue DREAL en 2011), partenaire financier. Les paysages du département s'organisent ainsi en huit grands ensembles et 25 unités de paysage,. La commune fait partie de l'unité de paysage du « plateau de Pontlevoy », au sein de l'ensemble de paysage « les confins de la Touraine ».
Le plateau de Pontlevoy est constitué d'une mosaïque de sols : le calcaire de Beauce en profondeur est recouvert de sables éoliens et de faluns, mais aussi partiellement nappé d'argiles à silex. Ces sols, s'ils sont moins variés que ceux de la Sologne viticole, prolongent et confirment les changements radicaux de paysages entre l'est et l'ouest du territoire départemental: les vignes s'étiolent pour faire place à la grande culture et les forêts, bien délimitées, constituent désormais des massifs boisés isolés les uns des autres sans que le relais soit pris par des bosquets épars.
L'altitude du territoire communal varie de 77 mètres à 134 mètres,.

### Hydrographie

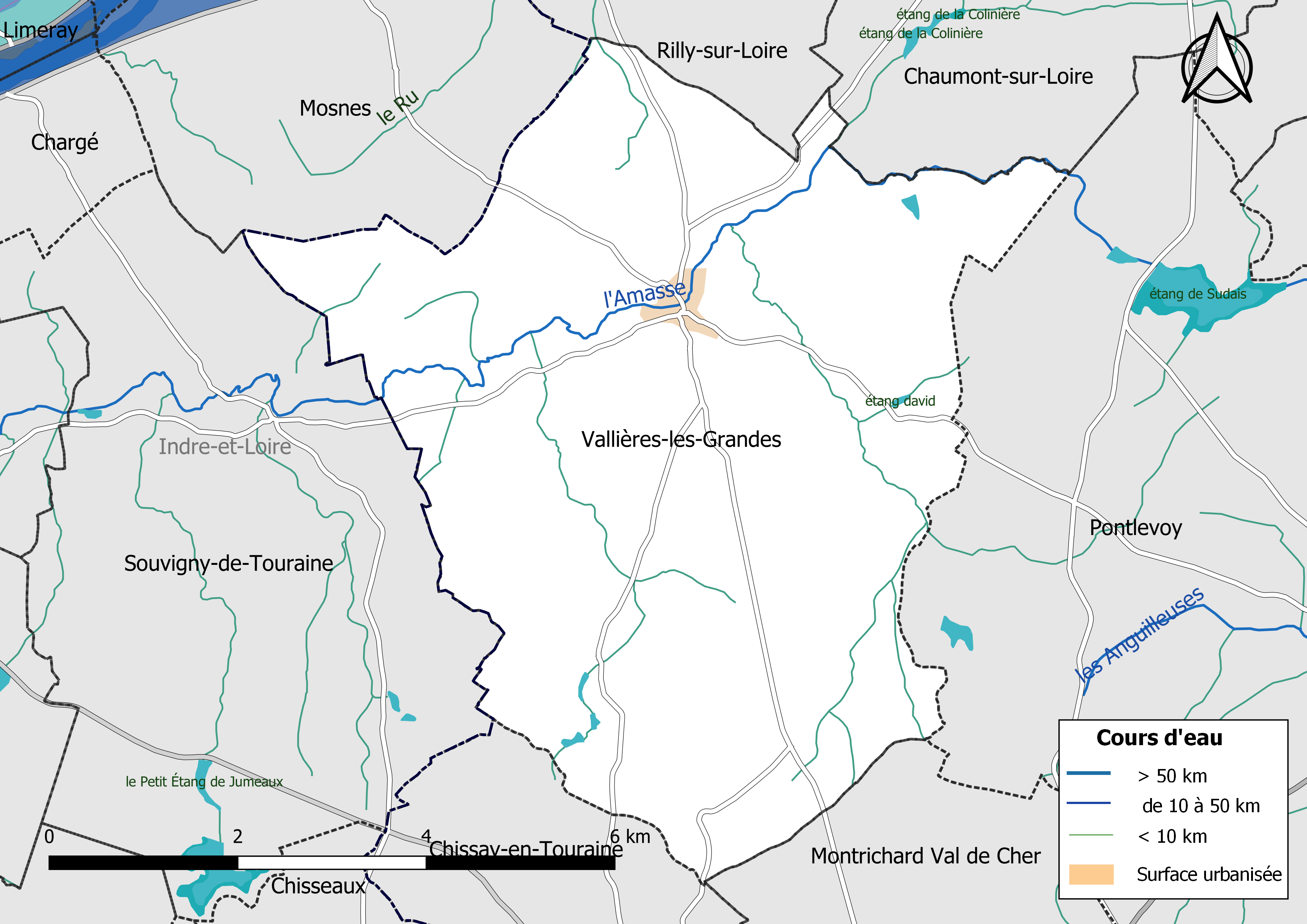
Réseau hydrographique de Vallières-les-Grandes.

La commune est drainée par l'Amasse (9,732 km) et par divers petits cours d'eau, constituant un réseau hydrographique de 33,99 km de longueur totale.
L'Amasse, d'une longueur totale de 29,2 km, prend sa source dans la commune de Pontlevoy et se jette  dans la Loireà Amboise, après avoir traversé 4 communes. 
Sur le plan piscicole, ce cours d'eau est classé en deuxième catégorie, où le peuplement piscicole dominant est constitué de poissons blancs (cyprinidés) et de carnassiers (brochet, sandre et perche).

### Climat
Pour des articles plus généraux, voir Climat du Centre-Val de Loire et Climat de Loir-et-Cher.
En 2010, le climat de la commune est de type climat océanique dégradé des plaines du Centre et du Nord, selon une étude du CNRS s'appuyant sur une série de données couvrant la période 1971-2000. En 2020, Météo-France publie une typologie des climats de la France métropolitaine dans laquelle la commune est exposée à un climat océanique altéré et est dans la région climatique Moyenne vallée de la Loire, caractérisée par une bonne insolation (1 850 h/an) et un été peu pluvieux.
Pour la période 1971-2000, la température annuelle moyenne est de 11,1 °C, avec une amplitude thermique annuelle de 15,1 °C. Le cumul annuel moyen de précipitations est de 684 mm, avec 10,5 jours de précipitations en janvier et 6,8 jours en juillet. Pour la période 1991-2020, la température moyenne annuelle observée sur la station météorologique de Météo-France la plus proche, dans la commune de Limeray à 9 km à vol d'oiseau, est de 12,2 °C et le cumul annuel moyen de précipitations est de 670,2 mm,. Pour l'avenir, les paramètres climatiques de la commune estimés pour 2050 selon différents scénarios d'émission de gaz à effet de serre sont consultables sur un site dédié publié par Météo-France en novembre 2022.

### Milieux naturels et biodiversité

#### Sites Natura 2000
Le réseau Natura 2000 est un réseau écologique européen de sites naturels d'intérêt écologique élaboré à partir des Directives « Habitats » et « Oiseaux ». Ce réseau est constitué de Zones spéciales de conservation (ZSC) et de Zones de protection spéciale (ZPS). Dans les zones de ce réseau, les États membres s'engagent à maintenir dans un état de conservation favorable les types d'habitats et d'espèces concernés, par le biais de mesures réglementaires, administratives ou contractuelles. L'objectif est de promouvoir une gestion adaptée des habitats tout en tenant compte des exigences économiques, sociales et culturelles, ainsi que des particularités régionales et locales de chaque État membre. Les activités humaines ne sont pas interdites, dès lors que celles-ci ne remettent pas en cause significativement l'état de conservation favorable des habitats et des espèces concernés. Une partie du territoire communal est incluse dans le site Natura 2000 : 
le « Bois de Sudais », d'une superficie de 260 ha.

#### Zones naturelles d'intérêt écologique, faunistique et floristique
L'inventaire des zones naturelles d'intérêt écologique, faunistique et floristique (ZNIEFF) a pour objectif de réaliser une couverture des zones les plus intéressantes sur le plan écologique, essentiellement dans la perspective d'améliorer la connaissance du patrimoine naturel national et de fournir aux différents décideurs un outil d'aide à la prise en compte de l'environnement dans l'aménagement du territoire. Le territoire communal de Vallières-les-Grandes comprend deux ZNIEFF : 
- les « Mardelles tourbeuses des Bois des Bordes et de Sudais » (247,19 ha)[27] ;
- le « Massif forestier d'Amboise » (6 612,17 ha)[28].

Cartes des Znieff et site Natura 2000.
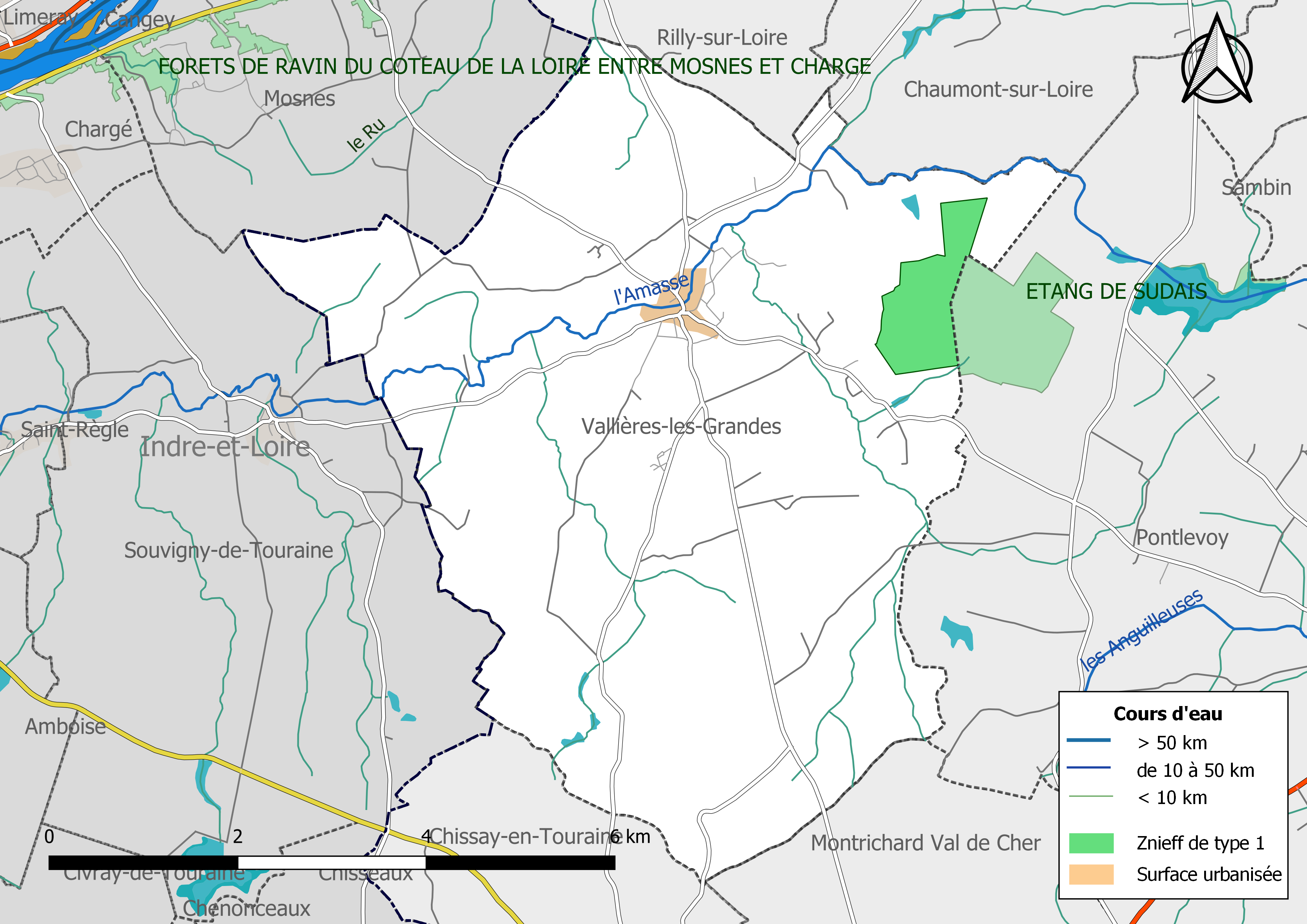
Carte des ZNIEFF de type 1 localisées dans la commune[Note 2].
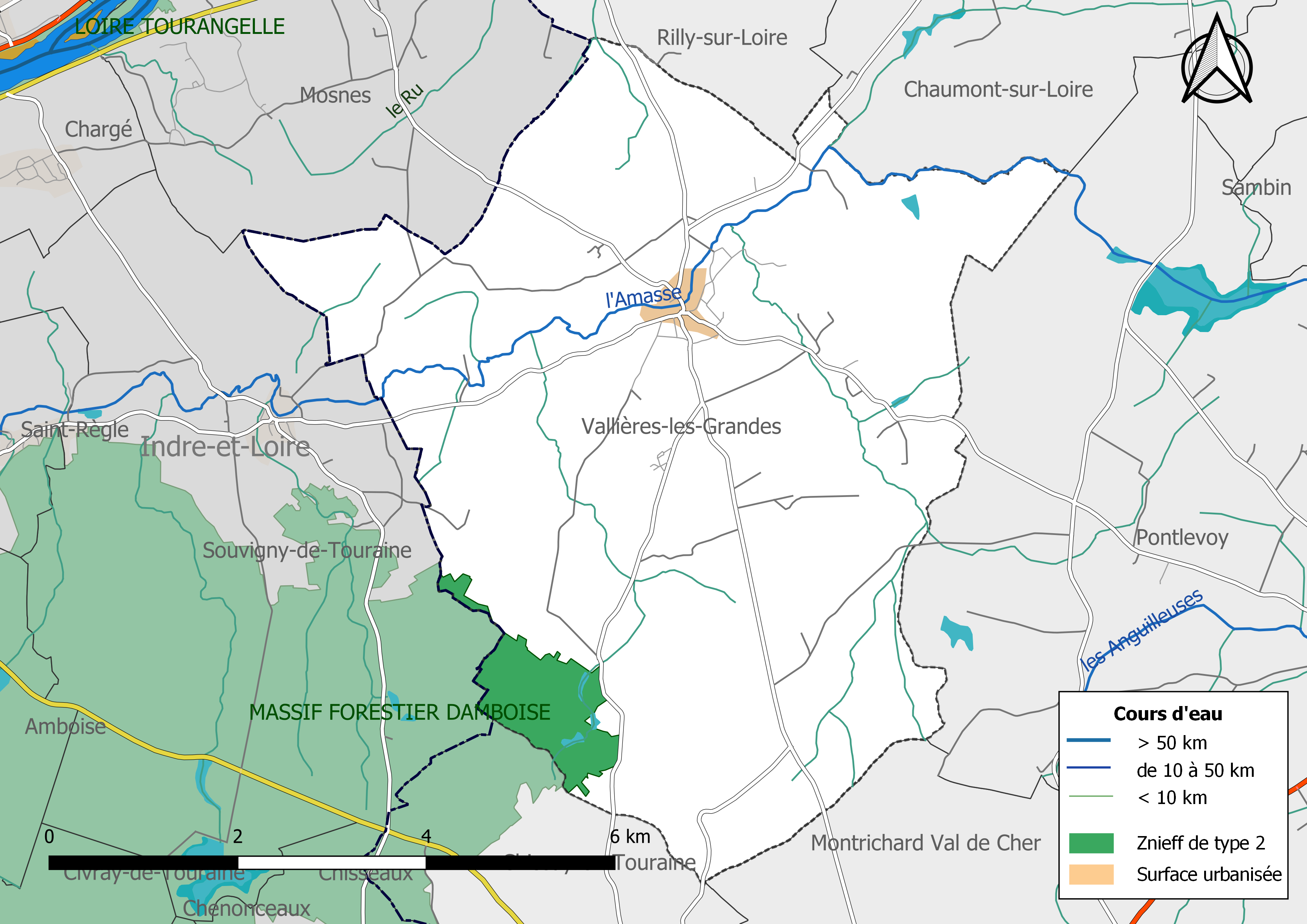
Le « Massif forestier d'Amboise », une ZNIEFF de type 2[Note 3], couvre une frange sud-ouest de la commune.
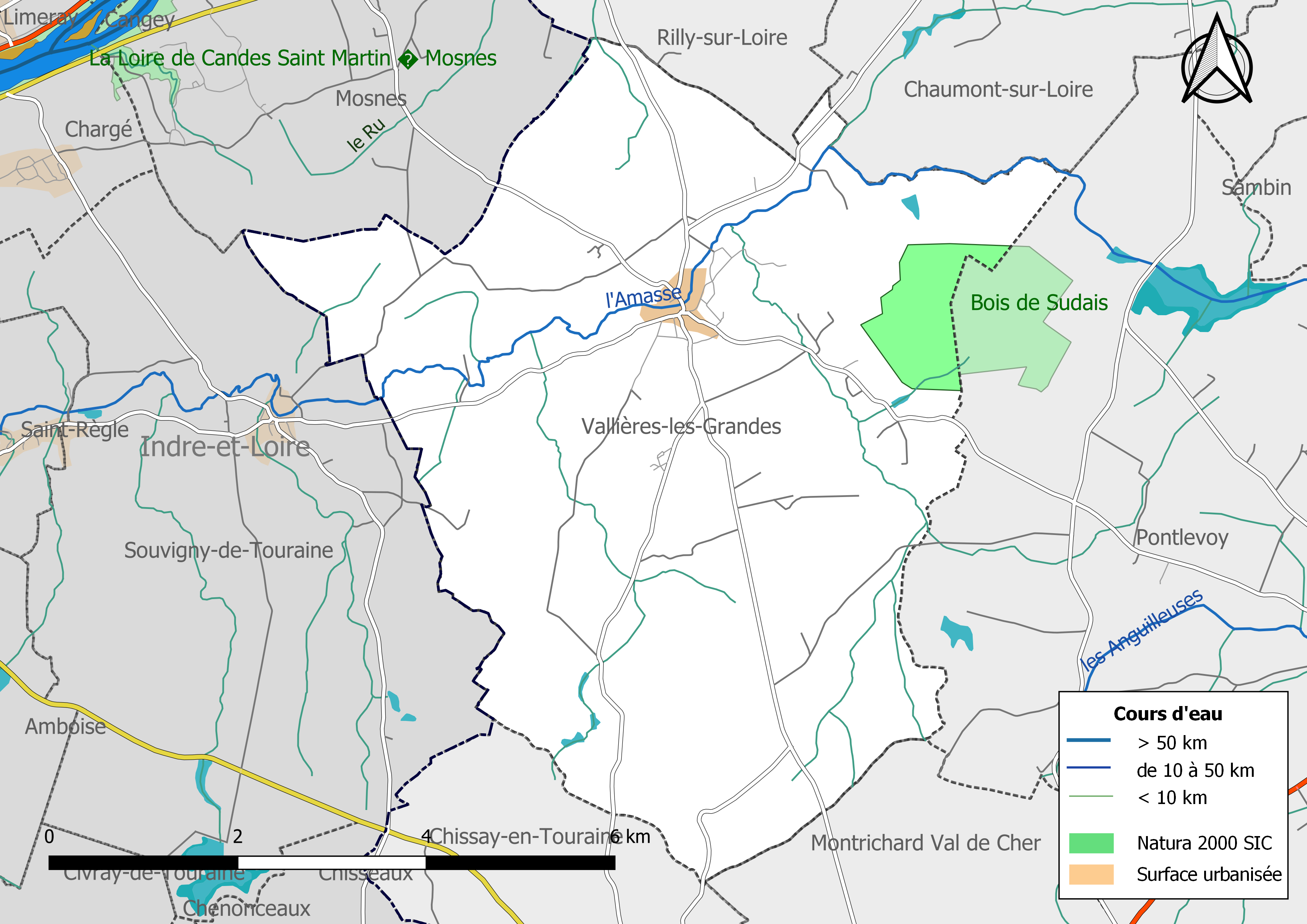
Carte de la zone Natura 2000 de type SIC localisée dans la commune.

## Urbanisme

### Typologie
Au 1er janvier 2024, Vallières-les-Grandes est catégorisée commune rurale à habitat dispersé, selon la nouvelle grille communale de densité à sept niveaux définie par l'Insee en 2022.
Elle est située hors unité urbaine et hors attraction des villes,.

### Occupation des sols
L'occupation des sols est marquée par l'importance des espaces agricoles et naturels (99,2 %). La répartition détaillée ressortant de la base de données européenne d'occupation biophysique des sols Corine Land Cover millésimée 2012 est la suivante : 

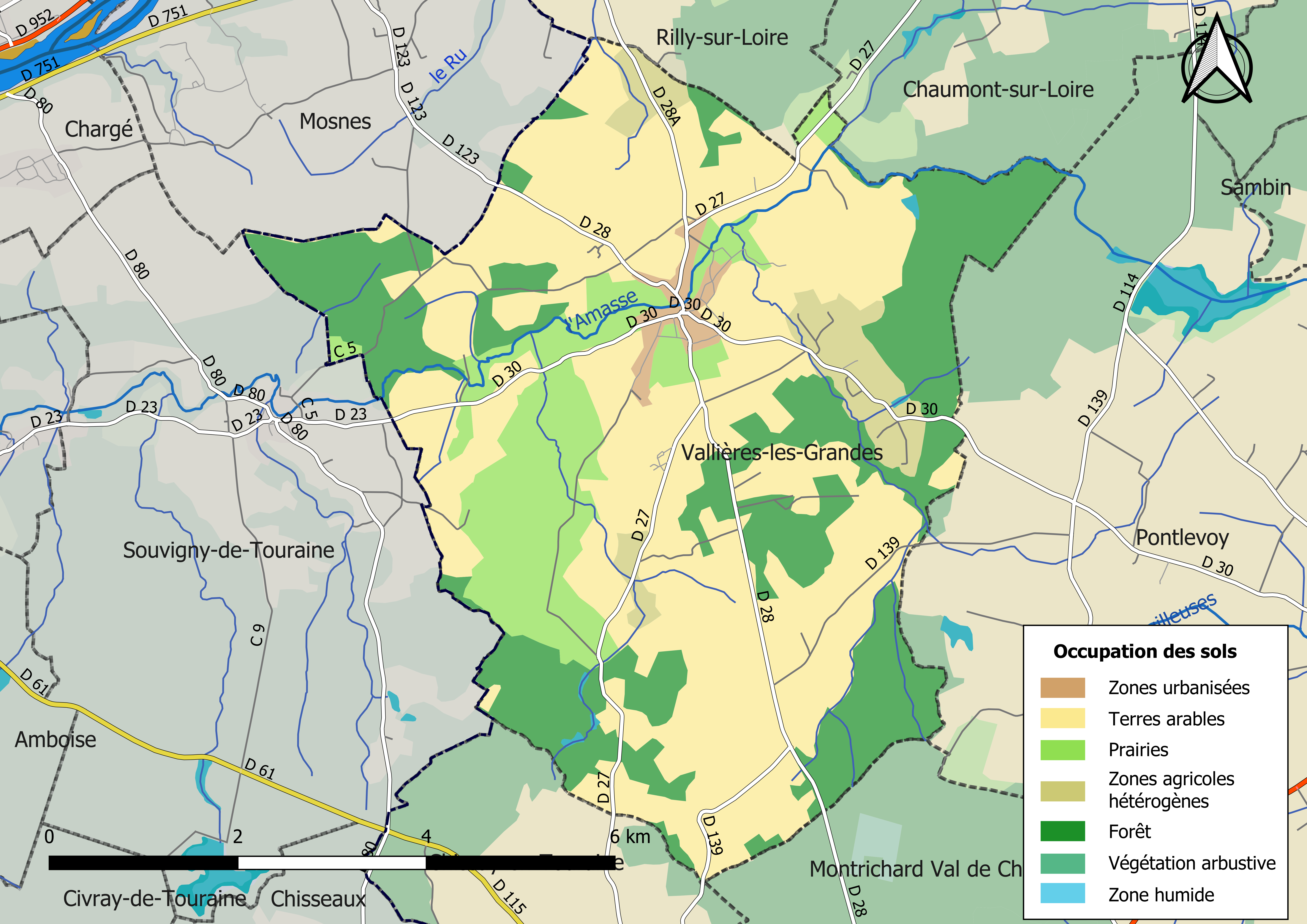
Carte des infrastructures et de l'occupation des sols de la commune en 2018 (CLC).

terres arables (50,2 %), 
zones agricoles hétérogènes (5 %), 
prairies (15,7 %), 
forêts (28,4 %), 
zones urbanisées (0,8 %).

### Planification
En matière de planification, la commune disposait en 2017 d'une carte communale approuvée, un plan local d'urbanisme était en élaboration. Par ailleurs, à la suite de la loi ALUR (loi pour l'accès au logement et un urbanisme rénové) de mars 2014, un plan local d'urbanisme intercommunal couvrant le territoire de la communauté de communes Val-de-Cher-Controis a été prescrit le 9 février 2015.

### Habitat et logement
Le tableau ci-dessous présente la typologie des logements à Vallières-les-Grandes en 2016 en comparaison avec celle du Loir-et-Cher et de la France entière. Une caractéristique marquante du parc de logements est ainsi la faible proportion des résidences secondaires et logements occasionnels (7,7 %) par rapport au département (18 %) et à la France entière (9,6 %). Concernant le statut d'occupation de ces logements, 85,2 % des habitants de la commune sont propriétaires de leur logement (85,2 % en 2011), contre 68,1 % pour le Loir-et-Cher et 57,6 pour la France entière.
|                                                         | Vallières-les-Grandes | Loir-et-Cher | France entière |
| ------------------------------------------------------- | --------------------- | ------------ | -------------- |
| Résidences principales (en %)                           | 80,8                  | 74,5         | 82,3           |
| Résidences secondaires et logements occasionnels (en %) | 7,7                   | 18           | 9,6            |
| Logements vacants (en %)                                | 11,5                  | 7,5          | 8,1            |

### Risques majeurs
Le territoire communal de Vallières-les-Grandes est vulnérable à différents aléas naturels :  climatiques (hiver exceptionnel ou canicule), feux de forêts, mouvements de terrains ou sismique (sismicité très faible). 
Il est également exposé à un risque technologique :  le transport de matières dangereuses,.

#### Risques naturels
Les mouvements de terrains susceptibles de se produire dans la commune sont liés au retrait-gonflement des argiles. Le phénomène de retrait-gonflement des argiles est la conséquence d'un changement d'humidité des sols argileux. Les argiles sont capables de fixer l'eau disponible mais aussi de la perdre en se rétractant en cas de sécheresse. Ce phénomène peut provoquer des dégâts très importants sur les constructions (fissures, déformations des ouvertures) pouvant rendre inhabitables certains locaux. La carte de zonage de cet aléa peut être consultée sur le site de l'observatoire national des risques naturels Georisques.

#### Risques technologiques
Le risque de transport de marchandises dangereuses dans la commune est lié à sa traversée par une canalisation de transport de gaz. Un accident se produisant sur une telle infrastructure est en effet susceptible d'avoir des effets graves au bâti ou aux personnes jusqu'à 350 m, selon la nature du matériau transporté. Des dispositions d'urbanisme peuvent être préconisées en conséquence.

## Histoire

### Révolution française et Empire

#### Nouvelle organisation territoriale
Le décret de l'Assemblée nationale du 12 novembre 1789 décrète qu'« il y aura une municipalité dans chaque ville, bourg, paroisse ou communauté de campagne », mais ce n'est qu'avec le décret de la Convention nationale du 10 brumaire an II (31 octobre 1793) que la paroisse de Vallières-les-Grandes devient formellement « commune de Vallières-les-Grandes »,.
En 1790, dans le cadre de la création des départements, la municipalité est rattachée au canton de Pont Levoy et au district de Saint Aignan. Les cantons sont supprimés, en tant que découpage administratif, par une loi du 26 juin 1793, et ne conservent qu'un rôle électoral, permettant l'élection des électeurs du second degré chargés de désigner les députés,. La Constitution du 5 fructidor an III, appliquée à partir de vendémiaire an IV (1795) supprime les districts, considérés comme des rouages administratifs liés à la Terreur, mais maintient les cantons qui acquièrent dès lors plus d'importance en retrouvant une fonction administrative. Enfin, sous le Consulat, un redécoupage territorial visant à réduire le nombre de justices de paix ramène le nombre de cantons en Loir-et-Cher de 33 à 24. Vallières-les-Grandes est alors rattachée au canton de Montrichard et à l'Arrondissement de Blois par arrêté du 5 vendémiaire an X (26 septembre 1801),,. Cette organisation va rester inchangée pendant près de 150 ans.

### Époque contemporaine
Le 7 novembre 1870, eut lieu, pendant la guerre franco-allemande les combats de Vallière et de Saint-Laurent-des-Bois dans lesquels fut engagé le 3e bataillon de marche de chasseurs à pied composé de 3 compagnies constituées des 5e, 16e et 20e bataillons de chasseurs à pied.

### Toponymie
Val et suffixe à valeur collective ière, vallière = petite vallée, endroit vallonné, vallée (FEW, XIV, 138a). La forme pluriel exprime la pluralité des champs de la vallée.
Vallières les Grandes s'oppose à Vallières les Petites, depuis Valaire.
Valleriae, XIIe s. ; Vallière en Sologne, septembre 1382 (Archives Nationales-JJ 121, n° 120, fol. 67 v°) ; Vallière la Grande, 22 mai 1409 (Archives Nationales-JJ 163, n° 344, fol. 196 v°) ; Valière, janvier 1472 (Archives Nationales-JJ 197, n° 135, fol. 78 v°) ; Vallières les Grandes, décembre 1477 (Archives Nationales-JJ 203, n° 39, fol. 22) ; Vallières, juillet 1485 (Archives Nationales-JJ 211, n° 693, fol. 152) ; Vallières, juin 1494 (Archives Nationales-JJ 226B, n° 1008, fol. 191) ; Vallières, XVIIIe s. (Carte de Cassini) ; Vallières, décret du 5 vendémiaire an 9 (application de la loi du 8 pluviôse an 9) ; Vallières les Grandes, 1810 (Cadastre).

## Politique et administration

### Découpage territorial
La commune de Vallières-les-Grandes est membre de la communauté de communes Val-de-Cher-Controis, un établissement public de coopération intercommunale (EPCI) à fiscalité propre créé le 1er janvier 2017.
Elle est rattachée sur le plan administratif à l'arrondissement de Romorantin-Lanthenay, au département de Loir-et-Cher et à la région Centre-Val de Loire, en tant que circonscriptions administratives. Sur le plan électoral, elle est rattachée au canton de Montrichard depuis 2015 pour l'élection des conseillers départementaux et à la première circonscription de Loir-et-Cher pour les élections législatives.

### Politique et administration municipale

#### Conseil municipal et maire
Le conseil municipal de Vallières-les-Grandes, commune de moins de 1 000 habitants, est élu au scrutin majoritaire plurinominal avec listes ouvertes et panachage. Compte tenu de la population communale, le nombre de sièges au conseil municipal est de 15. Le maire, à la fois agent de l'État et exécutif de la commune en tant que collectivité territoriale, est élu par le conseil municipal au scrutin secret lors de la première réunion du conseil suivant les élections municipales, pour un mandat de six ans, c'est-à-dire pour la durée du mandat du conseil.
| Période      | Période      | Identité          | Étiquette | Qualité                |
| ------------ | ------------ | ----------------- | --------- | ---------------------- |
| 2008         | 2014         | Jocelyne Chidaine |           |                        |
| mars 2014    | juillet 2020 | Patrick Le Frene  |           | Agriculteur exploitant |
| juillet 2020 | En cours     | Éric Lacroix,     | DVD       | Ancien cadre           |

## Équipements et services

### Eau et assainissement
L'organisation de la distribution de l'eau potable, de la collecte et du traitement des eaux usées et pluviales relève des communes. La compétence eau et assainissement des communes est un service public industriel et commercial (SPIC).

#### Alimentation en eau potable
Le service d'eau potable comporte trois grandes étapes : le captage, la potabilisation et la distribution d'une eau potable conforme aux normes de qualité fixées pour protéger la santé humaine. En 2019, la commune assure elle-même le service en régie.

#### Assainissement des eaux usées
En 2019, la commune de Vallières-les-Grandes gère le service d'assainissement collectif en régie directe, c'est-à-dire avec ses propres personnels, avec le statut de régie à autonomie financière.
Une station de traitement des eaux usées est en service au 1er janvier 2019 sur le territoire communal : 
« Rte De Souvigny », un équipement utilisant la technique du lagunage naturel, avec prétraitement, dont la capacité est de 360 EH , mis en service le 1er juin 1992.

### Sécurité, justice et secours
La sécurité de la commune est assurée par la brigade de gendarmerie de Montrichard-Val-de-Cher qui dépend du groupement de gendarmerie départementale de Loir-et-Cher installé à Blois.
En matière de justice, Vallières-les-Grandes relève du conseil de prud'hommes de Blois, de la Cour d'appel d'Orléans (juridiction de Blois), de la Cour d'assises de Loir-et-Cher, du tribunal administratif de Blois, du tribunal de commerce de Blois et du tribunal judiciaire de Blois.

## Population et société

### Démographie

#### Évolution démographique
L'évolution du nombre d'habitants est connue à travers les recensements de la population effectués dans la commune depuis 1793. Pour les communes de moins de 10 000 habitants, une enquête de recensement portant sur toute la population est réalisée tous les cinq ans, les populations de référence des années intermédiaires étant quant à elles estimées par interpolation ou extrapolation. Pour la commune, le premier recensement exhaustif entrant dans le cadre du nouveau dispositif a été réalisé en 2005.

En 2022, la commune comptait 944 habitants, en évolution de +0,75 % par rapport à 2016 (Loir-et-Cher : −1,15 %, France hors Mayotte : +2,11 %).
| 1793 | 1800 | 1806 | 1821 | 1831 | 1836 | 1841 | 1846 | 1851 |
| ---- | ---- | ---- | ---- | ---- | ---- | ---- | ---- | ---- |
| 700  | 690  | 769  | 780  | 808  | 835  | 818  | 822  | 863  |

| 1856 | 1861  | 1866  | 1872  | 1876  | 1881  | 1886  | 1891  | 1896  |
| ---- | ----- | ----- | ----- | ----- | ----- | ----- | ----- | ----- |
| 943  | 1 000 | 1 005 | 1 032 | 1 053 | 1 093 | 1 100 | 1 083 | 1 081 |

| 1901  | 1906 | 1911  | 1921 | 1926 | 1931 | 1936 | 1946 | 1954 |
| ----- | ---- | ----- | ---- | ---- | ---- | ---- | ---- | ---- |
| 1 041 | 983  | 1 002 | 965  | 910  | 874  | 817  | 776  | 773  |

| 1962 | 1968 | 1975 | 1982 | 1990 | 1999 | 2005 | 2006 | 2010 |
| ---- | ---- | ---- | ---- | ---- | ---- | ---- | ---- | ---- |
| 754  | 688  | 621  | 553  | 493  | 610  | 752  | 771  | 836  |

| 2015 | 2020 | 2022 | - | - | - | - | - | - |
| ---- | ---- | ---- | - | - | - | - | - | - |
| 916  | 941  | 944  | - | - | - | - | - | - |

#### Pyramide des âges
La population de la commune est relativement jeune.
En 2018, le taux de personnes d'un âge inférieur à 30 ans s'élève à 31,8 %, soit au-dessus de la moyenne départementale (31,3 %). À l'inverse, le taux de personnes d'âge supérieur à 60 ans est de 29,1 % la même année, alors qu'il est de 31,6 % au niveau départemental.
En 2018, la commune comptait 467 hommes pour 471 femmes, soit un taux de 50,21 % de femmes, légèrement inférieur au taux départemental (51,45 %).
Les pyramides des âges de la commune et du département s'établissent comme suit.
| Hommes | Classe d’âge | Femmes |
| ------ | ------------ | ------ |
| 1,3    | 90 ou +      | 6,2    |
| 9,5    | 75-89 ans    | 13,1   |
| 13,8   | 60-74 ans    | 14,4   |
| 21,9   | 45-59 ans    | 18,6   |
| 18,7   | 30-44 ans    | 19,0   |
| 12,1   | 15-29 ans    | 8,2    |
| 22,6   | 0-14 ans     | 20,7   |

| Hommes | Classe d’âge | Femmes |
| ------ | ------------ | ------ |
| 1,1    | 90 ou +      | 2,6    |
| 9,2    | 75-89 ans    | 11,9   |
| 19,7   | 60-74 ans    | 20,4   |
| 20,7   | 45-59 ans    | 20     |
| 16,5   | 30-44 ans    | 16,2   |
| 15,2   | 15-29 ans    | 13,2   |
| 17,6   | 0-14 ans     | 15,7   |

## Économie

### Secteurs d'activité
Le tableau ci-dessous détaille le nombre d'entreprises implantées à Vallières-les-Grandes selon leur secteur d'activité et le nombre de leurs salariés :
|                                                              | total | % com (% dep) | 0 salarié | 1 à 9 salarié(s) | 10 à 19 salariés | 20 à 49 salariés | 50 salariés ou plus |
| ------------------------------------------------------------ | ----- | ------------- | --------- | ---------------- | ---------------- | ---------------- | ------------------- |
| Ensemble                                                     | 78    | 100,0 (100)   | 61        | 14               | 2                | 0                | 1                   |
| Agriculture, sylviculture et pêche                           | 27    | 34,6 (11,8)   | 20        | 6                | 1                | 0                | 0                   |
| Industrie                                                    | 5     | 6,4 (6,5)     | 5         | 0                | 0                | 0                | 0                   |
| Construction                                                 | 9     | 11,5 (10,3)   | 8         | 1                | 0                | 0                | 0                   |
| Commerce, transports, services divers                        | 28    | 35,9 (57,9)   | 23        | 5                | 0                | 0                | 0                   |
| dont commerce et réparation automobile                       | 6     | 7,7 (17,5)    | 5         | 1                | 0                | 0                | 0                   |
| Administration publique, enseignement, santé, action sociale | 9     | 11,5 (13,5)   | 5         | 2                | 1                | 0                | 1                   |
| Champ : ensemble des activités.                              |       |               |           |                  |                  |                  |                     |

Le secteur du commerce, transports et services divers est prépondérant dans la commune (28 entreprises sur 78) néanmoins le secteur agricole reste important puisqu'en proportions (34,6 %), il est plus important qu'au niveau départemental (11,8 %).
Sur les 78 entreprises implantées à Vallières-les-Grandes en 2016, 61 ne font appel à aucun salarié, 14 comptent 1 à 9 salariés, 2 emploient entre 10 et 19 personnes
Au 1er juillet 2017, la commune est classée en zone de revitalisation rurale (ZRR), un dispositif visant à aider le développement des territoires ruraux principalement à travers des mesures fiscales et sociales. Des mesures spécifiques en faveur du développement économique s'y appliquent également

### Agriculture
En 2010, l'orientation technico-économique de l'agriculture dans la commune est diverses cultures (hors céréales et oléoprotéagineux, fleurs et fruits). Le département a perdu près d'un quart de ses exploitations en 10 ans, entre 2000 et 2010 (c'est le département de la région Centre-Val de Loire qui en compte le moins). Cette tendance se retrouve également au niveau de la commune où le nombre d'exploitations est passé de 53 en 1988 à 21 en 2000 puis à 24 en 2010. Parallèlement, la taille de ces exploitations augmente, passant de 47 ha en 1988 à 115 ha en 2010. 
Le tableau ci-dessous présente les principales caractéristiques des exploitations agricoles de Vallières-les-Grandes, observées sur une période de 22 ans : 
|                                      | 1988                 | 2000                 | 2010                 |
| Dimension économique                 | Dimension économique | Dimension économique | Dimension économique |
| ------------------------------------ | -------------------- | -------------------- | -------------------- |
| Nombre d'exploitations (u)           | 53                   | 21                   | 24                   |
| Travail (UTA)                        | 89                   | 31                   | 27                   |
| Surface agricole utilisée (ha)       | 2 516                | 2 330                | 2 763                |
| Cultures                             |                      |                      |                      |
| Terres labourables (ha)              | 2 147                | 2 242                | 2 643                |
| Céréales (ha)                        | 1354                 | 1077                 | 1319                 |
| dont blé tendre (ha)                 | 567                  | 719                  | 922                  |
| dont maïs-grain et maïs-semence (ha) | 419                  | 96                   | 31                   |
| Tournesol (ha)                       | 227                  | 263                  | 250                  |
| Colza et navette (ha)                | 223                  | s                    | 252                  |
| Élevage                              |                      |                      |                      |
| Cheptel (UGBTA)                      | 1282                 | 944                  | 942                  |

.

#### Produits labellisés
La commune de Vallières-les-Grandes est située dans l'aire de l'appellation d'origine protégée (AOP)  de cinq produits : deux fromages (le Sainte-maure-de-touraine et le Selles-sur-cher) et trois vins (le crémant-de-loire, le rosé-de-loire et le Touraine).
Le territoire de la commune est également intégré aux aires de productions de divers produits bénéficiant d'une indication géographique protégée (IGP) : les rillettes de Tours, le vin Val-de-loire et les volailles de l’Orléanais,.

Quelques produits labellisés de Vallières-les-Grandes.
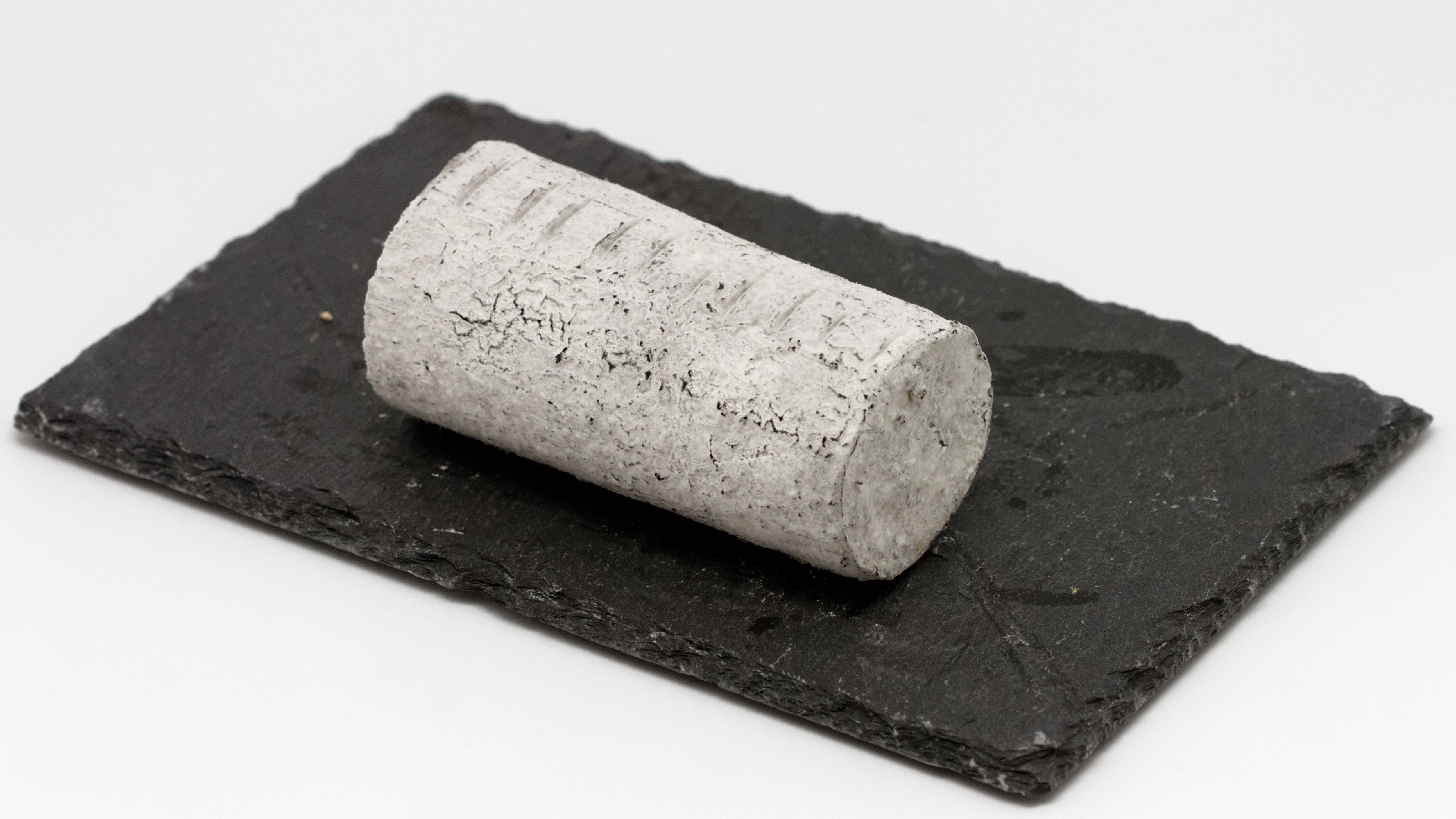
Sainte-maure-de-touraine.
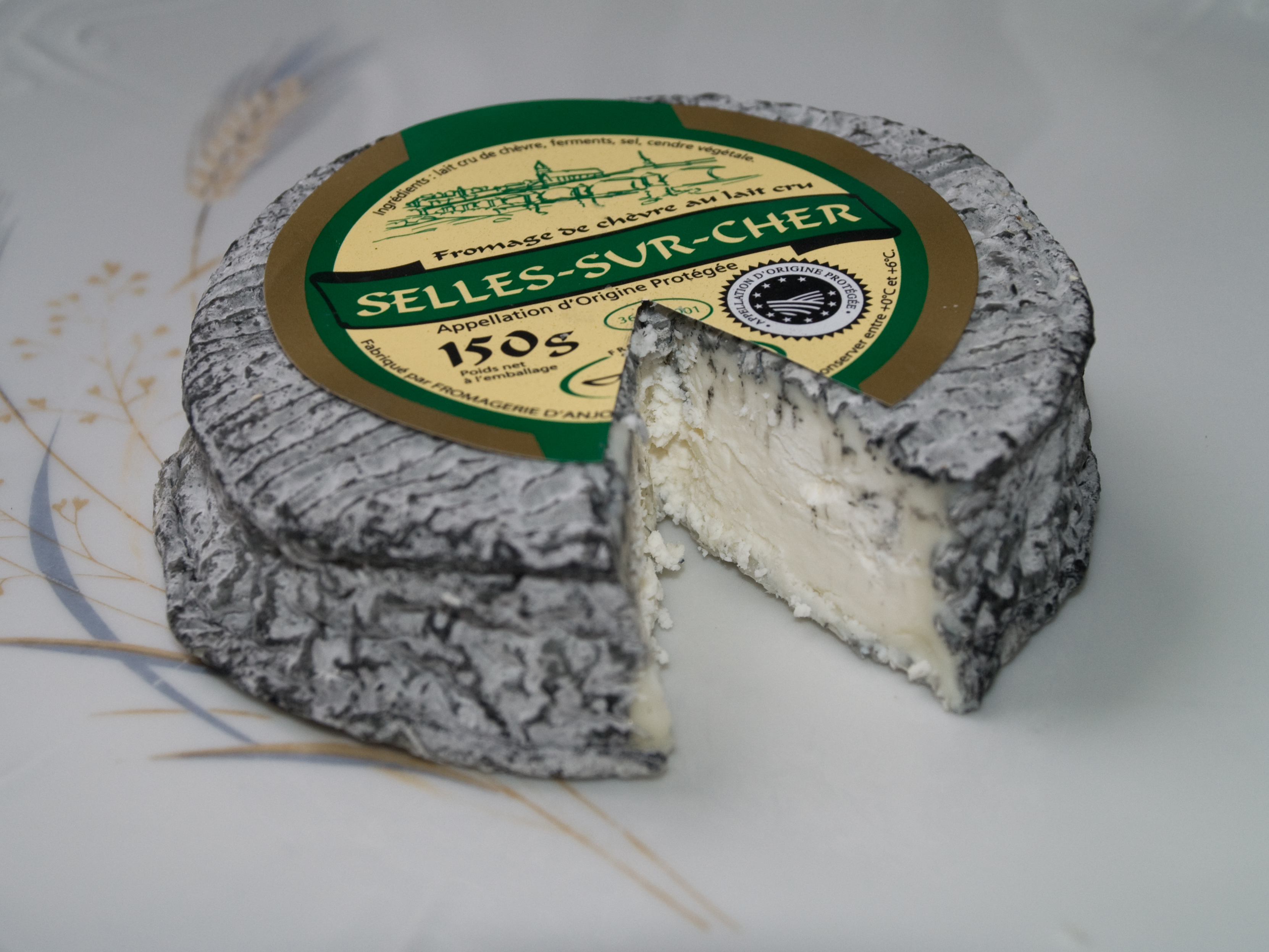
Selles-sur-cher.
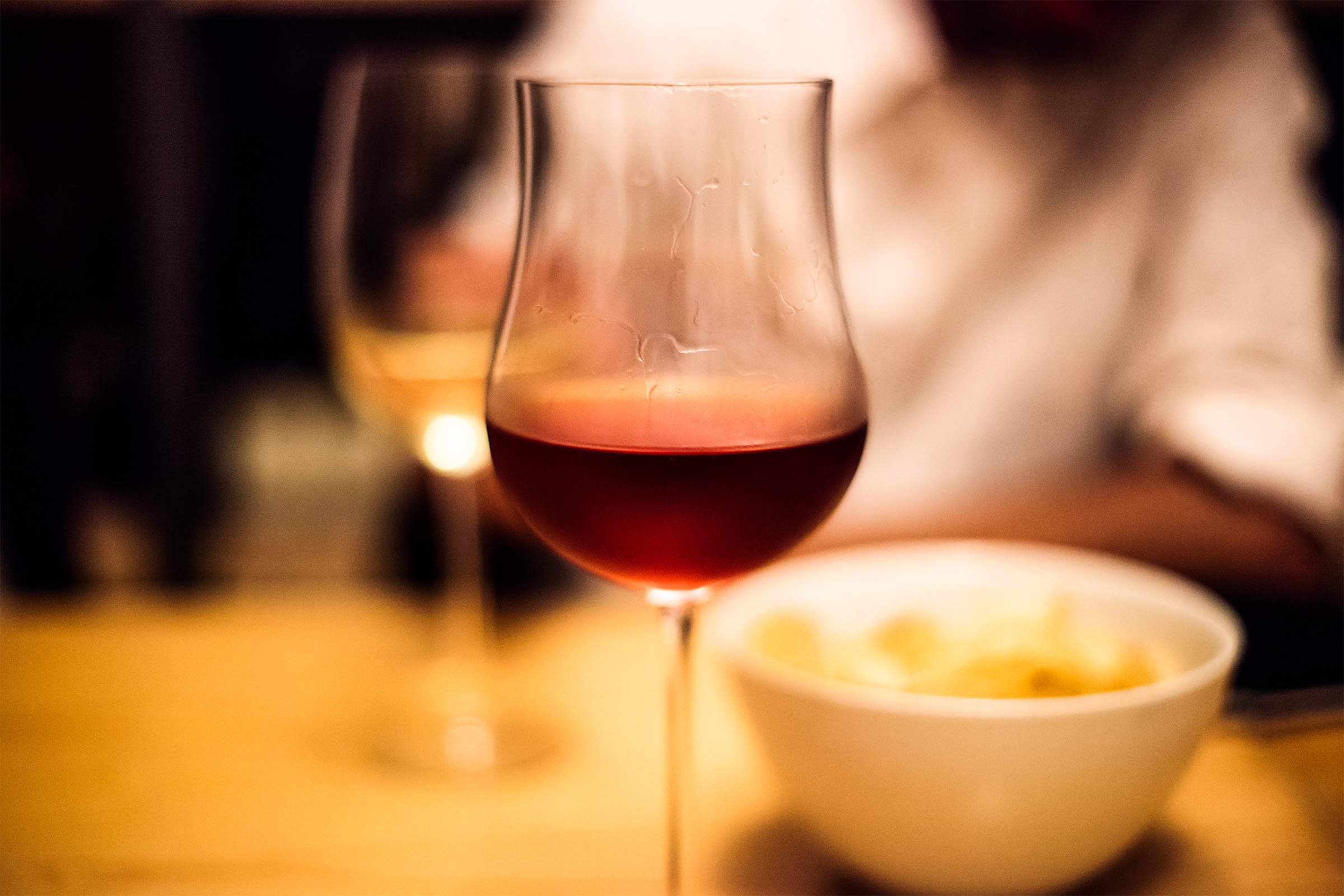
Touraine rouge.

## Culture locale et patrimoine

### Lieux et monuments
- Château de la Thomasserie, du XVIIe siècle[87].
- Château de la Guillotière, du XIXe siècle.

### Héraldique
|  | Les armoiries de Vallières-les-Grandes se blasonnent ainsi : D'argent au chêne au naturel terrassé de sinople, au chef ondé d'azur chargé d'une quintefeuille adextrée d'une grappe de raisin et senestrée d'une gerbe, le tout d'or. Création J. Basquin - J. Martin-Demezil (1989). |